# 郑寿全
郑寿全（1824年—1911年），字钦安，即道光四年生、宣统三年卒，四川邛州人，清末伤寒学家，火神派的始祖。

## 生平
郑钦安学医于一代通儒兼名医刘止唐先生。其学术上溯《周易》、《内经》，中得《伤寒》心法，下览历代医家著作，故医理医术造诣俱臻上乘。著有《医理真传》、《医法圆通》、《伤寒恒论》三书传世。
郑氏之中心论点谓人身以元阳、元阴为立命之本，而以阳为主导，故善用薑、桂、附等大辛大热之药，治愈不少群医束手之病，被人尊称为“郑火神”。后世有尊郑氏之法的医家，被称为“火神派”。